# Roberta Capua
Roberta Capua (Napoli, 5 dicembre 1968) è una conduttrice televisiva ed ex modella italiana eletta Miss Italia 1986.
Classificatasi seconda al concorso internazionale Miss Universo 1987, ha avviato una carriera da modella e indossatrice. Dagli anni novanta ha intrapreso la carriera televisiva debuttando dapprima in piccoli ruoli sulle emittenti Fininvest, poi passando a Telemontecarlo e infine raggiungendo la notorietà grazie ai contenitori mattutini Rai, In famiglia e Unomattina.
Dal 2004 è tornata in Mediaset, lavorando per due edizioni a Buona Domenica e conducendo programmi come Tutti pazzi per i reality e la prima serata di Sei un mito. Nel 2017 è vincitrice della 1ª edizione del programma Celebrity MasterChef Italia.

## Biografia
È la secondogenita di Alberto Capua e Marisa Jossa, entrambi scomparsi nel 2023. Suo fratello maggiore Michelangelo, è un avvocato e scrittore.

### Miss Italia e gli esordi

Roberta Capua eletta Miss Italia

Dopo la maturità classica, Roberta Capua diventa nota nel 1986 venendo eletta Miss Italia, titolo già assegnato a sua madre Marisa Jossa nel 1959. L'anno successivo all'incoronazione, si classifica al 2º posto al concorso internazionale Miss Universo. Pochi giorni dopo l'elezione come Miss Italia approda in televisione affiancando Claudio Cecchetto nella manifestazione musicale Vota la voce. Negli anni seguenti svolge la professione di fotomodella e indossatrice, sfilando nelle maggiori città internazionali e venendo ritratta sulle copertine di importanti riviste di moda.
Torna sugli schermi nel 1995, conducendo in seconda serata su Rete 4 la rubrica TG Cinema, mentre nell'estate dello stesso anno sostituisce per alcune settimane Paola Barale nel ruolo di valletta a La ruota della fortuna. Dal 1995 le viene affidata la conduzione di Aspettando Beautiful, piccolo spazio che precede la soap opera Beautiful, e il noto rotocalco di Canale 5 Nonsolomoda, al timone del quale è rimasta per due stagioni, fino al 1997. Dal 1996 affianca Luciano Rispoli su Telemontecarlo alla conduzione del talk show Tappeto volante, esperienza terminata nel 1998.

### Gli anni in Rai: 1998-2004
Terminato l'impegno su Telemontecarlo, dal 1998 la Capua passa in Rai per condurre, insieme a Giancarlo Magalli, il varietà di prima serata Fantastica italiana, in onda su Rai 1. Durante l'estate dello stesso anno ha curato la rubrica Cercasi Miss Italia disperatamente.
Sempre dal 1998 affianca Tiberio Timperi nei contenitori del weekend di Rai 2, Mattina in famiglia e Mezzogiorno in famiglia. Mantiene questo impegno per quattro stagioni, fino al 2002, mentre da settembre a dicembre 2001 è anche nel cast del programma mattutino feriale di Rai 2 I fatti vostri, di Michele Guardì.
Per la stagione 2002 passa alla conduzione di un'altra trasmissione del mattino, Unomattina, su Rai 1, affiancando per la prima edizione Luca Giurato e per la successiva Marco Franzelli. Nella stagione 2002-2003 inoltre conduce anche uno spin-off del contenitore mattutino, S.O.S. - Unomattina, in onda in coda al programma madre, e le trasmissioni evento Italiani nel mondo, con Pippo Baudo, e Concerto al Senato, entrambi su Rai 2. Nel 2003 ha invece condotto la trasmissione di prima serata Dono d'amore e le trasmissioni evento Concerto per la Guardia di finanza e Premio Campiello.

### Gli anni a Mediaset: 2004-2007
La stagione 2004 segna il passaggio della conduttrice in Mediaset, dove sostituisce Laura Freddi come volto femminile del contenitore della domenica pomeriggio Buona Domenica, con la conduzione di Maurizio Costanzo. Nell'estate successiva le viene affidata la prima serata del sabato di Canale 5, Sei un mito, programma che riprende in linee generali i contenuti dei precedenti Re per una notte di Gigi Sabani e Momenti di gloria di Mike Bongiorno
Nel 2005 viene confermata nel cast di Buona Domenica, e dal gennaio all'aprile 2006 conduce insieme a Marco Liorni il programma del sabato pomeriggio Tutti pazzi per i reality, talk show durante il quale vengono commentati insieme ad ospiti i fatti salienti dei reality show di Canale 5: la sesta edizione del Grande fratello e la terza de La fattoria. In seguito alla mancata conferma di Maurizio Costanzo a Buona Domenica, sostituito da Paola Perego, non viene più confermata nel cast della trasmissione. Sempre nel 2006 conduce anche la tradizionale serata musicale dal Vaticano della Vigilia di Natale, Speciale Natale in Vaticano, mentre in occasione del Capodanno conduce Capodanno Cinque - Dancing on Ice.
Il 28 marzo 2007 presenta dal Datch Forum di Milano, insieme a Daniele Battaglia, la trasmissione evento Buon compleanno Radio Italia, per festeggiare i 25 anni dell'emittente radiofonica. A fine anno conduce la puntata pilota del programma La seconda volta, in onda il sabato in prima serata su Rete 4. Nel 2008, in concomitanza con la nascita di suo figlio, decide di allontanarsi dalla televisione.

### Il ritorno in tv

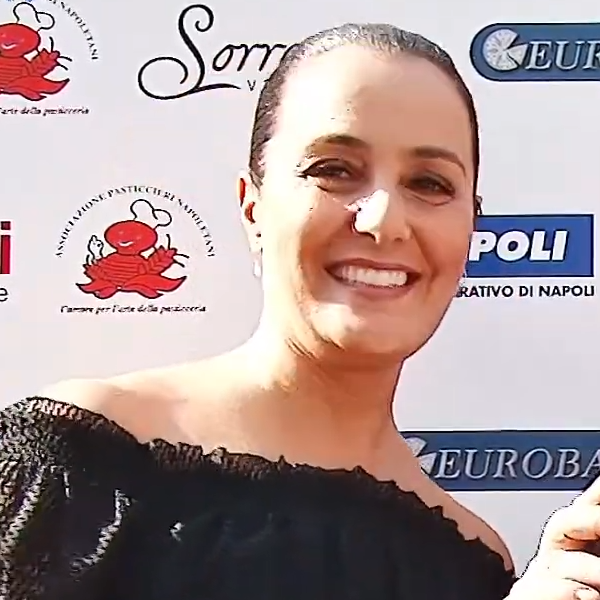
Roberta Capua nel 2018

Nel febbraio e nel giugno 2016 prende parte come concorrente a tre puntate del game show Caduta libera, condotto da Gerry Scotti su Canale 5. Ad agosto, invece, ospite dello speciale di prima serata Reazione a catena di sera su Rai 1, condotto da Amadeus. Nel 2017 partecipa come concorrente alla prima edizione di Celebrity MasterChef Italia su Sky Uno e vince la competizione superando in finale il cantante Nesli. Nello stesso anno approda al canale Food Network come voce narrante dei programmi Italiani a tavola e Italiani a tavola: è Natale!. Dall'11 aprile 2018 torna in Rai dove conduce su Rai Premium il talk show Brava!, esperienza replicata anche nell'autunno dello stesso anno con una seconda edizione. Sempre in autunno approda a LA7, dove conduce la rubrica di salute e benessere Belli dentro belli fuori. Nelle stagioni 2019/2020 e 2020/2021 conduce tutte le domeniche alle 11.00 su LA7 il programma di cucina L'ingrediente perfetto. 
L'estate 2021 segna il suo ritorno su Rai 1. Dal 28 giugno, infatti, affianca Gianluca Semprini alla conduzione di Estate in diretta, in onda dal lunedì al venerdì dalle 15:45 alle 18:40. Viene confermata alla guida della trasmissione anche per l'estate 2022. Dal 29 gennaio al 5 febbraio 2022 è la padrona di casa di PrimaFestival, l'anteprima del Festival di Sanremo. Nell'estate del 2023 è una delle concorrenti del programma di Rai 2 Non sono una signora. Nell'autunno dello stesso anno conduce su Rai 1 lo speciale Prix Italia 2023 – Appunti di un viaggio, dedicato alla 75ª edizione del Prix Italia, svoltosi a Bari. Nella stessa stagione collabora con la trasmissione pomeridiana di Rai 2  BellaMa'- Generazioni a confronto.

## Vita privata
Figlia di Marisa Jossa, che vinse il titolo di Miss Italia nel 1959, è cugina della virologa Ilaria Capua. Dal 2003 al 2005 è stata legata sentimentalmente al nuotatore Massimiliano Rosolino. È stata inoltre sposata con Giorgio Restelli, direttore artistico di Mediaset.
Nel maggio 2011 ha sposato Stefano Cassoli, imprenditore bolognese, dal quale ha avuto un figlio, Leonardo..

## Programmi televisivi
- Miss Italia (Italia 1, 1986) Concorrente
- Vota la voce (Canale 5, 1986)
- Tg Cinema (Rete 4, 1993-1995)
- La ruota della fortuna (Canale 5, 1995)
- Grandi magazzini (Rete 4, 1995)
- Aspettando Beautiful (Canale 5, 1995)
- Nonsolomoda (Canale 5, 1995-1997)
- Simpaticissima (Rete 4, 1996) Concorrente
- EuroPeo Show (Italia 1, 1996)
- Buonasera con TMC 2 (TMC2, 1996)
- La Posta del Tappeto volante (Telemontecarlo, 1996-1997)
- Tappeto volante (Telemontecarlo, 1996-1998)
- Tappeto volante - Bella serata di prima estate (Telemontecarlo, 1997)
- Il Grande Affascinante Gioco delle Parole (Telemontecarlo, 1997-1998)
- Fantastica italiana (Rai 1, 1998)
- Cercasi Miss Italia disperatamente o quasi (Rai 1, 1998)
- Mattina in famiglia (Rai 2, 1998-2002)
- Mezzogiorno in famiglia (Rai 2, 1999-2002)
- Luci della Speranza (Rai 2, 2000)
- I fatti vostri (Rai 2, 2001-2002)
- Concerto al Senato (Rai 1, 2002)
- S.O.S. Unomattina (Rai 1, 2002-2003)
- Italyani - Premio Italiani nel mondo (Rai 1, 2002-2003)
- Unomattina (Rai 1, 2002-2004)
- Dono d'amore (Rai 1, 2003)
- Concerto per la Guardia di finanza (Rai 1, 2003)
- Premio Campiello (Rai 1, 2003)
- Concerto in occasione della visita del Santo Padre alla Camera dei deputati (Rai 1, 2003)
- Premio Roma - Concorso internazionale di danza (Rai 1, 2004)
- Buona Domenica (Canale 5, 2004-2006)
- Sei un mito (Canale 5, 2005)
- Tutti pazzi per i reality (Canale 5, 2006)
- Speciale Natale in Vaticano (Canale 5, 2006)
- Capodanno Cinque - Dancing on Ice (Canale 5, 2006)
- Buon compleanno Radio Italia (Canale 5, 2007)
- Giffoni Film Festival (Canale 5, 2007)
- La seconda volta (Rete 4, 2007)
- Celebrity MasterChef Italia (Sky Uno, 2017) Concorrente
- Italiani a tavola (Food Network, 2017-2018)
- Italiani a tavola: è Natale! (Food Network, 2017)
- Brava! (Rai Premium, 2018)
- Belli dentro, belli fuori (LA7, 2018-2019)
- L'ingrediente perfetto (LA7, 2019-2021)
- Estate in diretta (Rai 1, 2021-2022)
- La grande attesa (Rai 1, 2021)
- PrimaFestival (Rai 1, 2022)
- Non sono una signora (Rai 2, 2023) Concorrente
- Prix Italia - Appunti di un viaggio (Rai 1, 2023)
- BellaMa' - Generazioni a confronto (Rai 2, dal 2023)
- Zona bianca (Rete 4, dal 2024) opinionista ricorrente

## Filmografia
- Casa Vianello – serie TV, episodio 4x12 (1993)
- Norma e Felice – serie TV, episodio 1x01 (1995)
- Così fan tutte – serie TV, episodio 1x05 (2009)
- Nobili bugie, regia di Antonio Pisu (2018)